# Temperatura absoluta

La teoría cinética de los gases establece que la energía total media de la traslación de una molécula es directamente proporcional a la temperatura absoluta del gas.

La temperatura absoluta es el valor de la temperatura medida con respecto a una escala que comienza en el cero absoluto (0 K o −273,15 °C). Se trata de uno de los principales parámetros empleados en termodinámica y mecánica estadística. En el Sistema Internacional de Unidades se expresa en kelvin, cuyo símbolo es K.
William Thomson (luego Lord Kelvin) fue quien definió en 1848 la escala absoluta de temperatura basándose en el grado Celsius.

## Definiciones

### Mediante Gases Ideales
La ley de Charles y Gay-Lussac establece que un gas ideal con masa y presión constantes muestra la siguiente relación invariante respecto a su volumen y temperatura:
{\displaystyle {\frac {T_{A}}{T_{B}}}={\frac {V_{A}}{V_{B}}}}
La invariancia de la razón ({\displaystyle V/T}) indica que el volumen del gas es proporcional a su temperatura y sirve como fundamento para una definición de temperatura absoluta basada en los gases ideales.

### Mediante la cinética molecular
La teoría cinética de los gases (mecánica estadística) establece que la energía cinética media de la traslación de una molécula es directamente proporcional a la temperatura absoluta del gas. La relación se establece mediante la denominada constante de Boltzmann ({\displaystyle k_{B}}). De esta forma se deduce que la energía cinética media ({\displaystyle K_{m}}) de las moléculas de un gas, es:
{\displaystyle K_{m}={\Bigl (}{\frac {3}{2}}{\Bigr )}k_{B}\ T}
Como la energía cinética media ({\displaystyle K_{m}}) es proporcional a su masa ({\displaystyle m}) y al cuadrado de la velocidad media ({\displaystyle v_{m}}) de la de las moléculas del gas {\displaystyle {\Bigl (}{\frac {1}{2}}{\Bigr )}m\ (v_{m})^{2}}, se deduce que:
|              | 1 | 2 |
| ------------ | --- | --- |
| Ecuaciones   | {\displaystyle K_{m}={\Bigl (}{\frac {3}{2}}{\Bigr )}k_{B}\ T}                                          | {\displaystyle K_{m}={\Bigl (}{\frac {1}{2}}{\Bigr )}m\ (v_{m})^{2}}                                    |
| Sustituyendo | {\displaystyle {\Bigl (}{\frac {3}{2}}{\Bigr )}k_{B}\ T={\Bigl (}{\frac {1}{2}}{\Bigr )}m\ (v_{m})^{2}} | {\displaystyle {\Bigl (}{\frac {3}{2}}{\Bigr )}k_{B}\ T={\Bigl (}{\frac {1}{2}}{\Bigr )}m\ (v_{m})^{2}} |
| Despejando   | {\displaystyle v_{m}={\sqrt {{\Bigl (}{\frac {3}{m}}{\Bigr )}\ k_{B}\ T}}}                              | {\displaystyle v_{m}={\sqrt {{\Bigl (}{\frac {3}{m}}{\Bigr )}\ k_{B}\ T}}}                              |

Comprobándose que en un gas la velocidad media de desplazamiento de las moléculas es proporcional a la raíz cuadrada de su temperatura absoluta (si se duplica la velocidad, la temperatura absoluta se cuadriplica).

### Mediante la Ley de Stefan-Boltzmann
La ley de Stefan-Boltzmann relaciona la potencia de la emisión de energía electromagnética de un cuerpo negro (radiador perfecto) con la temperatura termodinámica
{\displaystyle E=\sigma \ (T_{e})^{4}}
donde {\displaystyle \sigma } es la constante de Stefan-Boltzmann.

## Tabla de temperaturas termodinámicas
Se muestra a continuación un completo rango de temperaturas en la escala absoluta y Celsius correspondiente a ciertos puntos notables.
| | kelvin         | Celsius             | Emisión de pico longitud de onda de fotones de cuerpo negro |
| Cero absoluto (preciso por definición) | 0 K            | −273oo15 °C         | ∞                                                           |
| Un milikelvin (preciso por definición) | 0,001 K        | −273,149 °C         | 2,897 77 metros (Radio, Banda FM)                           |
| Punto triple del agua (anteriormente definido como parte de la definición de kelvin, desde la 26ª CGPM objeto de determinación experimental) | 273,16 K       | 0,01 °C             | 10 608,3 nm (Longitud de onda larga I.R.)                   |
| Punto de ebullición del agua A | 373,1339 K     | 99,9839 °C          | 7766,03 nm (Longitud de onda media I.R.)                    |
| Lámpara incandescenteB | 2500 K         | ≈2200 °C            | 1160 nm (Infrarrojo cercano)C                               |
| La superficie visible del Sol D | 5778 K         | 5505 °C             | 501,5 nm (Luz verde)                                        |
| Rayo canal E | 28 000 K       | 28 000 °C           | 100 nm (Luz ultravioleta lejana)                            |
| Núcleo del Sol E | 16 MK          | 16 millones °C      | 0,18 nm (Rayos X)                                           |
| Una arma termonuclear (pico de temperatura)E                                                                                                 | 350 MK         | 350 millones °C     | 8,3 × 10−3 nm (Rayos gamma)                                 |
| En Sandia National Labs la Máquina Z E | 2 GK           | 2000 millones °C    | 1,4 × 10−3 nm (Rayos Gamma)F                                |
| Núcleo de una estrella masiva en su último periodo de vida E                                                                                 | 3 GK           | 3000 millones °C    | 1 × 10−3 nm (Rayos Gamma)                                   |
| Combinación de un sistema binario de estrellas de neutrones E                                                                                | 350 GK         | 350.000 millones °C | 8 × 10−6 nm (Rayos Gamma)                                   |
| Colisionador de Iones Pesados Relativísticos (RHIC) E                                                                                        | 1 TK           | 1 billón °C         | 3 × 10−6 nm (Rayos Gamma)                                   |
| Universo a los 5,391 × 10−44 s tras el Big Bang E                                                                                            | 1,417 × 1032 K | 1,417 × 1032 °C     | 1,616 × 10−26 nm (Frecuencia de Planck)                     |

A Para Vienna Standard Mean Ocean Water a una atmósfera estándar de (101,325 kPa) cuando está calibrado estrictamente para temperaturas termodinámicas de dos puntos.

B El valor de temperatura de 2500 K es completamente aproximado. La diferencia de 273,15 K entre K y °C se redondea a 300 K para evitar falsa precisión en el valor de Celsius.

CPara un cuerpo negro ideal (los filamentos incandescentes de tungsteno no lo son).

D Temperatura efectiva de la fotosfera. La diferencia de 273,15 K entre K y °C se redondea a 300 K para evitar falsa precisión en el valor de Celsius.

E La diferencia de 273,15 K entre K y °C se redondea a 300 K para evitar falsa precisión en el valor de Celsius.

F Para un cuerpo negro ideal (el plasma no lo es).